# Mietvilla Pestalozzistraße 12 (Radebeul)
Die Mietvilla Pestalozzistraße 12 liegt im Ursprungsstadtteil der sächsischen Stadt Radebeul. Sie wurde 1873 errichtet und 1902 durch die Baufirma „Gebrüder Ziller“ verändert.

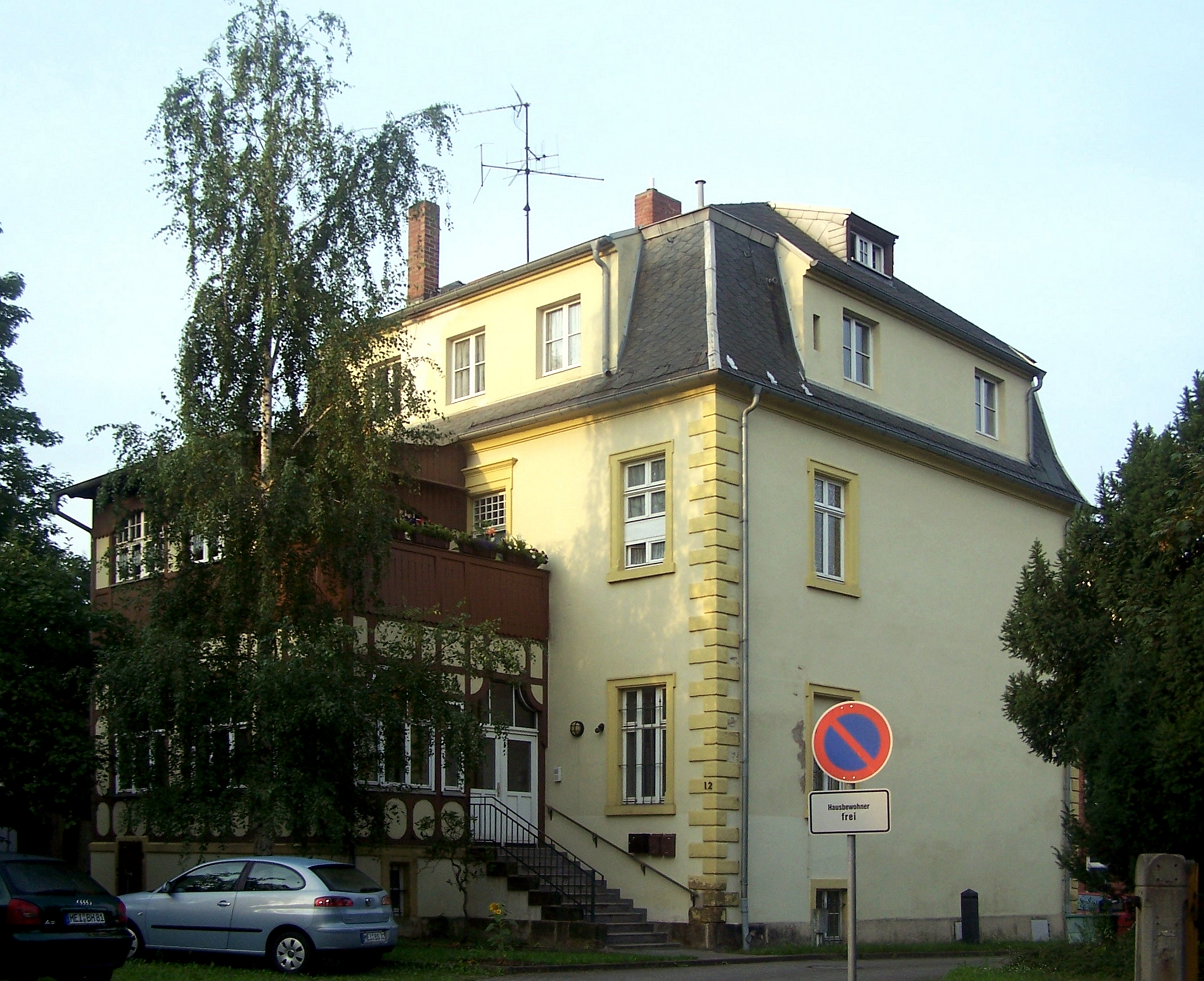
Mietvilla Pestalozzistraße 12

## Beschreibung
Die zweigeschossige, ehemals unter Denkmalschutz stehende Mietvilla mit ausgebautem Mansarddach ist ein einfacher Putzbau mit Eckquaderung, der mehrfach und stark verändert wurde. Der Denkmalschutz wurde nach 2012 aufgehoben.
In der Straßenansicht befindet sich eine außergewöhnlich große, zweigeschossige Veranda in Zierfachwerk, die 1902 nachträglich angefügt wurde. Auf der Rückseite steht eine kleinere Veranda mit Austritt obenauf, vermutlich aus der ursprünglichen Bauzeit.

## Geschichte

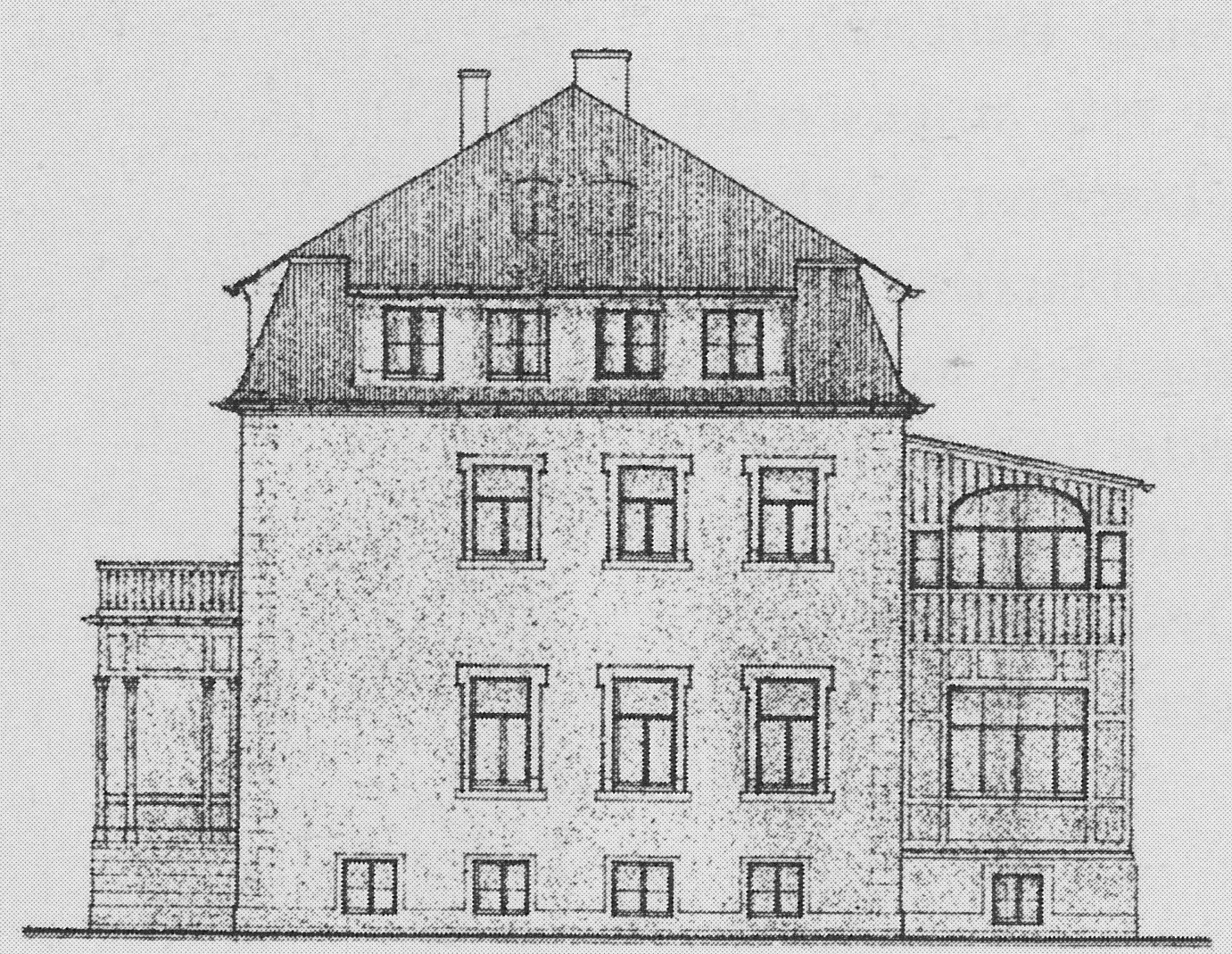
Bauzeichnung

Im Jahr 1873 errichteten die Dresdner Architekten G. Carl & A. Rönitz eine zweigeschossige Mietvilla mit flach geneigtem Satteldach. Diese wurde 1902 durch einen großen, zweigeschossigen Verandaanbau der Bauunternehmung „Gebrüder Ziller“ ergänzt.
Im Jahr 1943 erfolgte die Beantragung einer Geschossanhebung um ein Geschoss, die jedoch versagt wurde. Drei Jahre später, 1946, wurde die gewünschte Erweiterung zum freistehenden Mietshaus als Ausbau zum Mansarddach genehmigt.